# قاعدة باسكال
في الرياضيات, قاعدة باسكال هي متطابقة رياضية تدخل في مجال التوافقيات وتتعلق بالمعاملات الثنائية. بالنسبة لعدد طبيعي ما، تنص هاته المتطابقة على ما يلي:
{\displaystyle {n-1 \choose k}+{n-1 \choose k-1}={n \choose k}\quad {\text{for }}1\leq k\leq n}